# کالج کبل، آکسفورد
کالج کبل (به انگلیسی: Keble College, Oxford) یکی از کالج‌های تشکیل دهنده دانشگاه آکسفورد در انگلستان است. ساختمان‌های اصلی آن در خیابان پارکز، روبروی موزه دانشگاه و پارک‌های دانشگاه قرار دارد. این کالج از شمال با جاده کبل، از جنوب با جاده موزه و از غرب با جاده بلک هال همسایه است. کالج کبل در سال ۱۸۷۰ تأسیس شد و به عنوان بنای یادبود جان کبل، که یکی از اعضای برجسته جنبش آکسفورد بود ایجاد شد، این بنا به دنبال تأکید بر ماهیت کاتولیک کلیسای انگلستان بود. در نتیجه، تمرکز اصلی تدریس کالج عمدتاً الهیات بود، اگرچه کالج اکنون طیف گسترده‌ای از موضوعات را ارائه می‌دهد که منعکس کننده تنوع مدارک ارائه شده در سراسر دانشگاه گسترده‌تر است. در دوره پس از جنگ جهانی دوم، گرایش به دروس علوم بود. همان‌طور که در ابتدا تشکیل شده بود، فقط برای مردان بود و دانشجویان عمدتاً مقیم کالج بودند. مانند بسیاری از کالج‌های مردانه آکسفورد، کبل در سال ۱۹۷۹ مختلط شد.